# Vösgen
Vösgen ist das Diminutiv von Voss (nieder- bzw. plattdeutsch für Fuchs).
Der primär in Ostwestfalen vorkommende Nachname, lippischen Ursprungs, Vösgen (frühere Schreibweise auch Vösschen, Vössjen) steht für Füchschen (kleiner Fuchs).
Ferner ist Vösgen, insbesondere in seiner früheren Schreibweise Vössjen, eine Abwandlung des niederländischen Wortes Vosje (kleine Vos), welches wiederum das Diminutiv von Vos (zu deutsch: Fuchs) darstellt.
Laut der NHV Ahnenforschung, welche sich auf Salbücher des Staatsarchives in Detmold bezieht, wurde der Name Vösgen 1780 erstmals als in Belle vorkommend dokumentiert. Des Weiteren taucht der Name (damals Vösschen) als Inschrift eines 1785 in Bellenberg errichteten Leibzuchthauses auf. 